# 베를린 중앙역
베를린 중앙역(Berlin Hauptbahnhof)은 독일 베를린의 중심부에 있는 철도역이다. 일일 이용객 약 33만 명으로 함부르크 중앙역, 프랑크푸르트 중앙역, 뮌헨 중앙역에 이어서 독일 내에서 이용객 수 4위를 차지한다. 도이체 반에서 지정한 1급역 21곳 중 한 곳에 속한다.
지상 3면 6선, 지하 4면 8선의 승강장이 있으며, 장거리 열차(ICE, IC/EC, 나이트젯, 플릭스트레인) 및 지역간 열차(베를린 S반, RE, RB)가 정차한다. 도합 일일 약 1300편의 열차가 정차한다.
한동안 베를린 지하철과는 연결되지 않았다가, 2009년 8월 U55 노선이 브란덴부르거 토어역과의 셔틀 운행을 시작했고 2020년 12월부터는 U5 노선과 완전히 연결되었다. 베를린 노면전차 M5, M8, M10번이 역 북쪽에 정차하며, 이외 베를린 버스의 다양한 노선과 연결된다.
역 설계는 마인하르트 폰게르칸(Meinhard von Gerkan)이 담당했다. 현재의 역사는 2006년 5월 28일 베를린 남북 장거리선 및 터널 개통에 따라서 영업을 시작했으며, 버섯 개념(Pilzkonzept)에 따라서 베를린의 철도 거점역이 재배열되었다.
이 역의 북쪽에는 1868년 건설, 1871년 개통, 1951년 폐역된 베를린 레어테역이 있었고, 1882년부터 2002년까지는 레어테 도심선역이 있었다.

## 역사

### 계획
독일의 재통일 이후 베를린 내각에서는 새로운 장거리 열차 노선 계획을 작성했다. 버섯 개념에 따라서 레어테 도심선역의 자리에 새로운 역사를 건설하여 장거리 및 지역간 철도 외에도 S반과 U반 노선을 정차시킬 계획이 있었다. 1992년 6월 독일 연방내각에서는 새로운 베를린 중앙역 건설을 승인했고 레어테역 건축 공모전을 개최했다. 1993년 2월 함부르크의 게르칸, 마르크 운트 파트너(gmp)에서 제출한 안이 당선되었다. 2000년 부분 개통, 2002년 완전 개통이 계획되었다. 레어테역(Lehrter Bahnhof)이라는 명칭은 계획 명칭이었고 건설 당시에는 중앙역이라는 명칭이 확정되지 않았다.
1995년 9월 12일 새로운 중앙역과 남북 장거리선 계획이 확정되었다. 1997년에는 중앙역 및 페를레베르거 슈트라세(Perleberger Straße)-슈프레보겐(Spreebogen) 구간 건설 재정 협약이 진행되었다. 독일 연방정부와 도이체반은 합쳐서 7억 유로를 출자하기로 했고, 이 중 연방정부 비중은 약 500만 유로이다. 건설 과정에서의 예산 증가는 정해진 절차에 따라서 부담하기로 했다.
뉴욕의 Tishman Speyet Properties와 도이체 반은 역사 주변 지구 개발 협약을 맺었다. 감리와 진행 계획은 슈투트가르트의 Schlaich, Bergermann und Partner에서 담당했다.
중앙역 일대는 1990년대 베를린-함부르크 자기부상철도의 종착역으로도 계획되었다. 이를 위해서 1998년 당시 계획에서는 8번 선로를 남쪽에서만 도달할 수 있는 종단식으로 건설하여 북쪽에서 트란스라피드 열차가 진입할 수 있도록 계획했다. 40미터 북쪽으로 복선 정차역을 건설할 수 있도록 했다. 또 다른 계획에서는 지하 승강장 4개 중 1개 복선을 트란스라피드 전용으로 사용하려고 했다.

### 개통

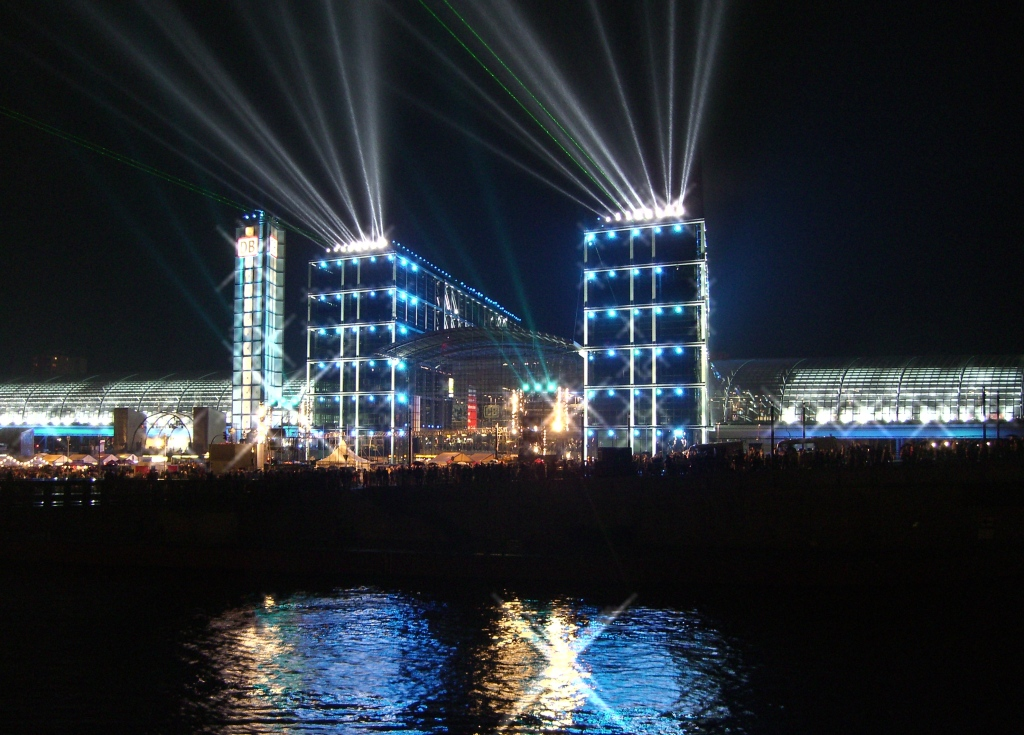
베를린 중앙역 개통식

2006년 3월 4일 첫 ICE 열차가 지하 승강장으로 진입했다.
공식 개통일은 2006년 5월 26일이었으며, 초저녁에 열린 개통식에는 당시 독일 총리 앙겔라 메르켈,과 당시의 연방교통부 장관 볼프강 티펜제(Wolfgang Tiefensee)가 라이프치히 방면 특별 열차에서 내리는 것으로 시작되었다. 그 날 오후 10시 30분에는 소울 가수 아이만(Ayman), 베를린의 밴드 마리아넨플라츠(Mariannenplatz), 록 밴드 레아몬(Reamonn)의 콘서트가 진행되었고, 제리 아펠트(Jerry Appelt)가 설계한 빛의 교향곡(Lichtsinfonie) 조명 행사가 진행되었다. 자정 이후에는 다음날 새벽 3시까지 개방되었다. 5월 27일에는 BAP의 콘서트 외에도 게준트브루넨역, 포츠다머 플라츠역, 쥐트크로이츠역에서 행사가 개최되었다. 2006년 5월 28일부터 베를린 중앙역의 장거리 및 지역간 열차 영업이 시작되었다. 첫 출발 열차는 0시 29분 에베르스발데 방면 레기오날엑스프레스이다. 이후 장거리 열차 164편, 지역간 열차 314편이 정차하게 되었다.

## 인접 정차역
IATA 공항 코드 QPP가 할당되어 있다.

### 지역간 및 광역 철도
| HBX                                               | HBX                    | HBX                                                         |
| ------------------------------------------------- | ---------------------- | ----------------------------------------------------------- |
| 동물원 탈레 중앙역/고슬라어 방면                  | 하르츠베를린엑스프레스 | 프리드리히슈트라세 동역 방면                                |
| RE·RB                                             |                        |                                                             |
| 시·종착역                                         | FEX                    | 게준트브루넨 BER 공항 방면                                  |
| 동물원 마그데부르크 중앙역 방면                   | RE 1                   | 프리드리히슈트라세 프랑크푸르트 (오데르) 중앙역 방면        |
| 동물원 나우엔 방면                                | RE 2                   | 프리드리히슈트라세 콧부스 중앙역 방면                       |
| 포츠다머 플라츠 루터슈타트 비텐베르크 중앙역 방면 | RE 3                   | 게준트브루넨 슈베트 (오데르)/슈트랄준트 중앙역 방면         |
| 포츠다머 플라츠 팔켄베르크 (엘스터) 방면          | RE 4                   | 융페른하이데 라테노 방면                                    |
| 포츠다머 플라츠 쥐트크로이츠 방면                 | RE 5                   | 게준트브루넨 로스토크 중앙역/슈트랄준트 중앙역 방면         |
| 동물원 데사우 중앙역 방면                         | RE 7                   | 프리드리히슈트라세 젠프텐베르크 방면                        |
| 동물원 비스마르 방면                              | RE 8                   | 프리드리히슈트라세 BER 공항 방면                            |
| 시·종착역                                         | RE 8                   | 포츠다머 플라츠 엘스터베르다/핀스터발데 (노이라우지츠) 방면 |
| 포츠다머 플라츠 쥐트크로이츠 방면                 | RB 10                  | 융페른하이데 나우엔 방면                                    |
| 포츠다머 플라츠 쥐트크로이츠 방면                 | RB 14                  | 융페른하이데 나우엔 방면                                    |
| 알렉산더플라츠 포츠담 골름역 방면                 | RB 23                  | 오스트크로이츠 BER 공항 방면                                |
| 베를린 S반                                        |                        |                                                             |
| 벨뷔 슈판다우 방면                                | S3                     | 프리드리히슈트라세 에르크너 방면                            |
| 벨뷔 베스트크로이츠 방면                          | S5                     | 프리드리히슈트라세 슈트라우스베르크 노르트 방면             |
| 벨뷔 포츠담 방면                                  | S7                     | 프리드리히슈트라세 아렌스펠데 방면                          |
| 벨뷔 슈판다우 방면                                | S9                     | 프리드리히슈트라세 BER 공항 방면                            |
| 베를린 지하철 5호선                               |                        |                                                             |
| 시·종착역                                         | U5                     | 분데스타크 회노 방면                                        |